# ایوان لیوبیچیچ
 ایوان لیوبیچیچ (انگلیسی: Ivan Ljubičić؛ زاده ۱۹ مارس ۱۹۷۹) یک تنیس‌باز اهل کرواسی است.